# Elgnowo (gromada)
Elgnowo – dawna gromada, czyli najmniejsza jednostka podziału terytorialnego Polskiej Rzeczypospolitej Ludowej w latach 1954–1972.
Gromady, z gromadzkimi radami narodowymi (GRN) jako organami władzy najniższego stopnia na wsi, funkcjonowały od reformy reorganizującej administrację wiejską przeprowadzonej jesienią 1954 do momentu ich zniesienia z dniem 1 stycznia 1973, tym samym wypierając organizację gminną w latach 1954–1972.
Gromadę Elgnowo z siedzibą GRN w Elgnowie utworzono – jako jedną z 8759 gromad na obszarze Polski – w powiecie ostródzkim w woj. olsztyńskim na mocy uchwały nr 22 WRN w Olsztynie z dnia 4 października 1954. W skład jednostki weszły obszary dotychczasowych gromad Elgnowo, Lewałd Wielki, Odmy, Stare Miasto i Wierzbica ze zniesionej gminy Dąbrówno w tymże powiecie. Dla gromady ustalono 10 członków gromadzkiej rady narodowej.
Gromadę zniesiono 1 stycznia 1960, a jej obszar włączono do gromad Marwałd (wsie Elgnowo, Wierzbica i Klonówko) i Dąbrówno (wsie Lewałd Wielki, Odmy i Stare Miasto oraz osady Folągi i Zielonka) w tymże powiecie.